# جامع السلطان قابوس بسمائل
جامع السلطان قابوس بسمائل في منطقة المدرة بولاية سمائل التابعة لمحافظة الداخلية شمال سلطنة عمان، شيد الجامع على مساحة 41 ألف مترمربع وبلغت مساحة البناء الرئيسية 5400 مترمربع.
يتسع الجامع لأكثر من 2400 مصل والصحن الذي يستوعب أكثر من 1000 مصل إضافي، مصلى للنساء بمساحة أكثر من 200 متر مربع بكافة ملحقاته. يضم الجامع منارتين كبيرتين بارتفاع يزيد على 50  قدما ومواقف لـ 400 سيارة ومساحات خضراء وحديقة صغيرة للأطفال.
يحتوي على مكتبة وثلاثة فصول دراسية ومكتبة لإدارة الجامع وغرفة للحراسة، يتميز الجامع بنقوشه الجميلة التي جمعت بين فن الحضارة الإسلامية القديمة والفن المعماري الحديث.